# لجان المقاومة الشعبية
لجان المقاومة الشعبية هو تنظيم فلسطيني نشأ وظهر مع انتفاضة الأقصى التي بدأت في 28 سبتمبر 2000 م. قامت بالعديد من العمليات العسكرية عبر جناحها العسكري ألوية الناصر صلاح الدين وأشهر هذه العمليات تفجير دبابة الميركافا أقوى دبابة إسرائيلية وأقوى دبابة في الشرق الأوسط وكذلك شراكتها في عملية الوهم المتبدد التي تم فيها أسر الجندي الإسرائيلي (جلعاد شاليط).
أسسها جمال بن عطايا أبو سمهدانة برفقة ياسر زنون وأبو عبير عبد العال ومبارك الحسنات وأبو يوسف القوقا مع مجموعة من الشباب الفلسطيني والذين كانت لهم مواقع ريادية في تنظيماتهم قبل الانتفاضة، إلا أنهم عملوا باستقلالية عن جميع تلك التنظيمات. واستطاعت اللجان أن تحظى بحضور شعبي وامتداد في قطاع غزة وفلسطين وأوساط اللاجئين الفلسطينيين خارج فلسطين.
نفذت ألوية الناصر صلاح الدين العديد من العمليات منها عملية العقاب المزلزل، وعملية كسر الحصار، ولعل أبرزها «كمين العلم» عام 2018، والتي استهدف مجموعة من الجنود الإسرائيليين شرق مدينة خان يونس جنوب قطاع غزة، وأسفرت عن إصابة أربعة من الضباط والجنود الإسرائيليين.